# Landkreis Bromberg

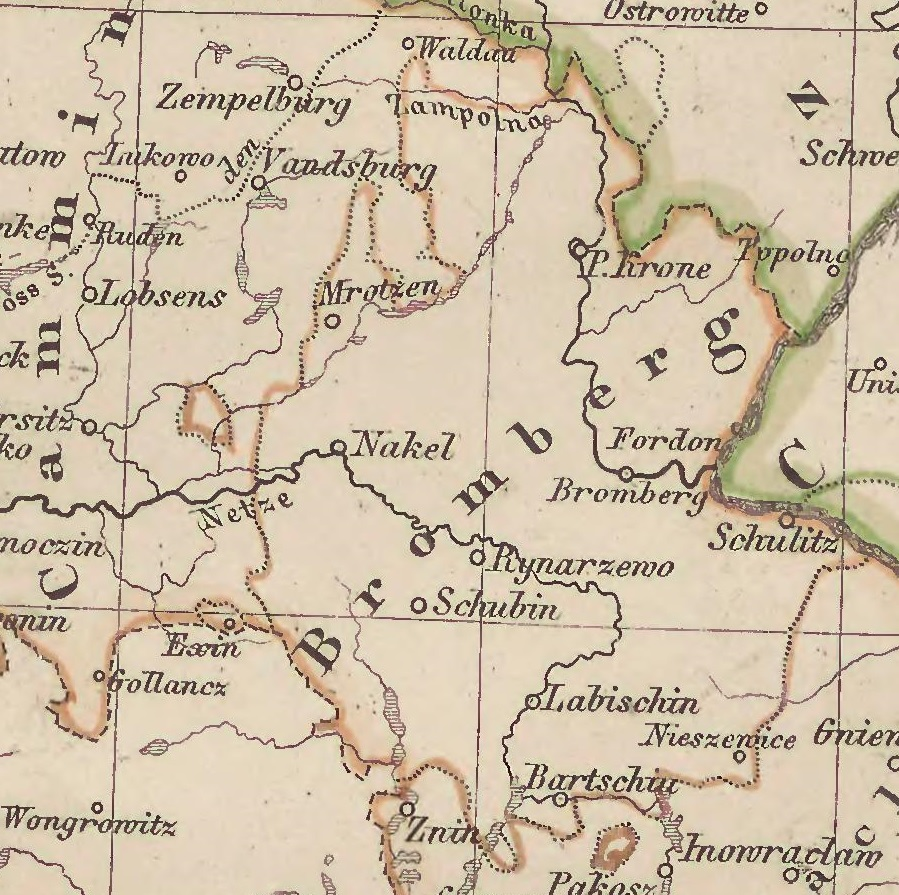
Der Kreis Bromberg in den Grenzen von 1772 bis 1807

Stadt- und Landkreis Bromberg auf einer Landkarte von 1913

Der Landkreis Bromberg (bis 1875 Kreis Bromberg) war ein preußischer Landkreis, der in unterschiedlichen Abgrenzungen zwischen 1772 und 1920 bestand. Er gehörte anfänglich zum Netzedistrikt und seit 1815 zum Regierungsbezirk Bromberg der Provinz Posen. Seine Kreisstadt Bromberg bildete seit 1875 einen eigenen Stadtkreis. Von 1939 bis 1945 war der Kreis im besetzten Polen nochmals eingerichtet.

## Geschichte
Seit der Ersten Teilung Polens 1772 war der Kreis Bromberg einer der vier Landkreise des Netzedistrikts in der preußischen Provinz Westpreußen. 1794 wurde die Stadt Bromberg im Verlauf des Kościuszko-Aufstands vorübergehend von Polen zurückerobert. Während der Franzosenzeit wurde der Kreis Bromberg durch den Frieden von Tilsit 1807 in das Herzogtum Warschau eingegliedert.
Der gesamte Netzedistrikt wurde auf dem Wiener Kongress am 15. Mai 1815 wieder dem Königreich Preußen zuerkannt. Sein südöstlicher Teil mit dem Kreis Bromberg kam zum Regierungsbezirk Bromberg in der Provinz Posen. Im Rahmen einer ersten Kreisreform im Regierungsbezirk Bromberg am 1. Juli 1816 trat der Kreis Bromberg die Stadt Exin an den Kreis Wirsitz ab. Bei einer zweiten Kreisreform am 1. Januar 1818 wurde der Kreis Bromberg deutlich verkleinert. Die Städte Mrotschen und Nakel mitsamt ihrer Umgebung kamen zum Kreis Wirsitz, die Städte Bartschin, Labischin, Rynarschewo und Schubin mitsamt ihrer Umgebung kamen zum neuen Kreis Schubin und ein weiterer Gebietsteil kam zum Kreis Inowrazlaw. Der Kreis Bromberg umfasste seitdem die Städte Bromberg, Fordon, Polnisch Krone und Schulitz, die Domänenämter Bromberg und Polnisch Krone sowie eine Reihe von adligen Gütern. Das Landratsamt wurde in Bromberg eingerichtet.
Als Teil der Provinz Posen wurde der Kreis Bromberg am 18. Januar 1871 gleichzeitig Teil des neu gegründeten Deutschen Reichs, wogegen die polnischen Abgeordneten im neuen Reichstag am 1. April 1871 protestierten. Am 29. Mai 1875 schied die Stadt Bromberg aus dem Kreis aus und bildete einen eigenen Stadtkreis. Der verbliebene Kreis hieß seitdem Landkreis Bromberg.
Am 27. Dezember 1918 begann in der Provinz Posen der Großpolnische Aufstand der polnischen Bevölkerungsmehrheit gegen die deutsche Herrschaft, der Landkreis Bromberg blieb jedoch unter deutscher Kontrolle. Am 16. Februar 1919 beendete ein Waffenstillstand die polnisch-deutschen Kämpfe. Am 28. Juni 1919 musste die deutsche Regierung im Rahmen der Bestimmungen des Versailler Vertrags den Landkreis Bromberg und die mehrheitlich von Deutschen bewohnten Stadt Bromberg an Polen abtreten. Deutschland und Polen schlossen am 25. November 1919 ein Abkommen über die Räumung der staatlichen Einrichtungen und Übergabe der abzutretenden Gebiete ab, das am 10. Januar 1920 ratifiziert wurde. Die Räumung der staatlichen Einrichtungen und Übergabe an Polen erfolgte zwischen dem 17. Januar und dem 4. Februar 1920, die Stadt Bromberg wurde am 19. Januar 1920 an Polen übergeben.

## Einwohnerentwicklung
| Jahr | Einwohner | Quelle |
| ---- | --------- | ------ |
| 1818 | 31.363    | [ 6 ]  |
| 1846 | 57.520    | [ 7 ]  |
| 1871 | 92.312    | [ 8 ]  |
|      |           |        |
| 1890 | 74.247    | [ 9 ]  |
| 1900 | 82.663    | [ 9 ]  |
| 1910 | 96.473    | [ 9 ]  |

1905 waren von den Einwohnern des Landkreises Bromberg 62 % Deutsche und 38 % Polen, von den Einwohnern des Stadtkreises Bromberg waren zu diesem Zeitpunkt 84 % Deutsche und 16 % Polen. Nach 1920 wanderte ein Großteil der deutschen Einwohnerschaft nach Deutschland ab.

## Politik

### Landräte
- 1772–1777   Ferdinand George von Oppeln-Bronikowski[10]
- 1777–1795   Peter von Twardowski[11]
- 1795–1806   Marcus von Chmielewski[11]
- 1815–1817   von Kloczkiewicz
- 1817–1833   Heinrich Wilhelm von Grabowski
- 1833–1837   August Wilhelm Wüstenberg
- 1837–1848   Riedel
- 1848–0000   Georg Hasenclever (1817–1904) (vertretungsweise)
- 1848–1867   Gustav Oswald Julius Crusius
- 1867–1868   Harmening (vertretungsweise)
- 1868–1890   Gustav von Oertzen
- 1890–1894   Conrad Max von Unruh (1842–1921)
- 1894–1904   Johann von Eisenhart-Rothe (1862–1942)
- 1904–1912   Wilhelm Abicht (1870–??)
- 1912–1919   Max Hausleutner

### Wahlen
Im Deutschen Reich bildeten die Stadt und der Kreis Bromberg den Reichstagswahlkreis Bromberg 3. Der Wahlkreis wurde von den folgenden Reichstagsabgeordneten gewonnen:
- 1871   Carl Eggert, Nationalliberale Partei
- 1874   Oskar Wehr, Nationalliberale Partei
- 1877   Oskar Wehr, Nationalliberale Partei
- 1878   Friedrich von Schenck, Deutschkonservative Partei
- 1881   Karl Hempel, Deutsche Fortschrittspartei
- 1884   Hermann von Gerlich, Deutschkonservative Partei
- 1887   Oscar Hahn, Deutschkonservative Partei
- 1890   Oscar Hahn, Deutschkonservative Partei
- 1893   Leon von Czarlinski, Polnische Fraktion
- 1898   Christoph von Tiedemann, Freikonservative Partei
- 1903   Christoph von Tiedemann, Freikonservative Partei
- 1907   Georg Schultz, Freikonservative Partei
- 1912   Georg Schultz, Freikonservative Partei

## Städte und Gemeinden
Vor dem Ersten Weltkrieg umfasste der Landkreis Bromberg die folgenden Städte und Landgemeinden:
- Alexandrowo
- Alt Flötenau
- Althof
- Bachwitz
- Bergfeld
- Bleichfelde
- Bösendorf
- Böthkenwalde
- Brahnau
- Brahrode
- Buschkowo
- Byschewo
- Cielle
- Cierplewo
- Czarnowke, Dorf
- Czarnowke, Kolonie
- Deutsch Fordon
- Deutsch Kruschin
- Drewce
- Dobrcz
- Dzidno
- Dzidzinek
- Elsendorf
- Falkenburg
- Feyerland
- Fordon, Stadt
- Freidorf
- Frieddorf
- Fuchsschwanz
- Gogolin
- Gogolinke
- Goldfeld
- Goldmark
- Gorsin
- Goscieradz
- Grätz an der Weichsel
- Grocholl
- Groß Bartelsee
- Groß Lonsk
- Groß Neudorf
- Groß Schittno
- Groß Wudschin
- Grünberg
- Grünwalde
- Hammer
- Hoheneiche
- Hohenfelde
- Hohenholm
- Hopfengarten
- Hutta, Gutsbezirk
- Huttendorf
- Jagdschütz
- Jägerhof
- Jaruszyn
- Josephinen
- Kabott
- Kanal Kolonie A
- Karlsdorf
- Kirschgrund
- Klein Bartelsee
- Klein Lonsk
- Klein Neudorf
- Kleinwalde
- Königlich Brühlsdorf
- Königlich Wierzchucin
- Krompiewo
- Krone an der Brahe, Stadt
- Kronthal
- Krossen
- Kruschdorf
- Kruschin, Kolonie
- Lakomowo
- Langenau
- Lindendorf
- Lochowice
- Lochowo
- Luczmin
- Magdalenowo
- Marienfelde
- Maximilianowo
- Mittenwalde
- Mocheln
- Monkowarsk
- Moritzfelde
- Mühlthal
- Müllershof
- Murowaniec
- Nekla
- Netzort
- Neu Beelitz
- Neu Flötenau
- Neu Glinke
- Neuhof
- Neumannsdorf
- Nieder Strelitz
- Niederhein
- Nimtsch
- Niwie
- Okollo, Kolonie
- Olszewko
- Oplawitz
- Osiek
- Osielsk
- Ossowitz
- Otteraue
- Palsch
- Pawlowke
- Prinzenthal
- Prondtke
- Prondy
- Salno
- Samsieczno
- Sanddorf
- Schanzendorf
- Schleusenau
- Schleusendorf
- Schöndorf
- Schönhagen
- Schönwalde
- Schröttersdorf
- Schulitz, Stadt
- Schwedenhöhe
- Siebenbergen
- Skarbiewo
- Slesin
- Sophienthal
- Steindorf
- Stronnau
- Suczyn
- Szcutki
- Trischin
- Trzementowo
- Walde
- Weichselthal
- Weißfelde
- Wiensowno
- Wilcze
- Wilhelmsort
- Wiskitno
- Witoldowo
- Wluki
- Wtelno
- Wudzynek
- Zawada
- Zielonke
- Zolondowo

Zum Kreis, der 1910 eine Fläche von 1394 km² besaß, gehörten außerdem zahlreiche Gutsbezirke. Die Landgemeinden und Gutsbezirke waren in Polizeidistrikten zusammengefasst. In der Zeit nach 1900 wurden mehrere Ortsnamen eingedeutscht:
Bialozewin → Bialoschewin (1901)
Drewce → Drewze (1903/08)
Dobrcz → Dobsch (1903/08)
Fuchsschwanz zu Steinholz (1911)
Jaruszyn → Jaruschin (1903/08)
Kabott → Großwalde (1907)
Lochowice → Lochowitze (1906)
Luczmin → Lutschmin (1906)
Maximilianowo → Maxtal (1907)
Murowaniec → Murowanietz (1906)
Olszewko → Olschewko (1903/08)
Samsieczno → Samsetschno (1903/08)
Suczyn → Sutschin (1903/08)
Szcutki → Schutki (1903/08)
Trzementowo → Haltenau (1905)
Wilcze → Wilsche (1906)
Witoldowo → Wittelsdorf (1908)
Wluki → Weichselhorst (1912)
Wudzynek → Wudsinek (1903/08)

## Zwischenkriegszeit
Der Landkreis Bromberg bestand in Polen als Powiat Bydgoszcz (Bezirk Bromberg) weiter. Im Jahre 1920 wurden 16 kleinere Ortschaften aus dem Powiat ausgegliedert und in Bydgoszcz eingemeindet. Am 1. April 1938 wechselte der Powiat Bydgoszcz aus der Woiwodschaft Wielkopolska (der vormaligen preußischen Provinz Posen) in die Woiwodschaft Pomorze (die vormalige preußische Provinz Westpreußen). Der Powiat Bydgoszcz hatte nach den Eingemeindungen des Jahres 1920 eine Fläche von 1337 km². 1921 hatte der Powiat 140.263 Einwohner, davon waren 14 % Deutsche und 86 % Polen, die Stadt Bydgoszcz selbst hatte 87.643 Einwohner, davon waren 27 % Deutsche und 73 % Polen. Im Jahre 1931 waren nur noch zehn Prozent der Stadtbevölkerung Deutsche.

## Landkreis Bromberg im besetzten Polen

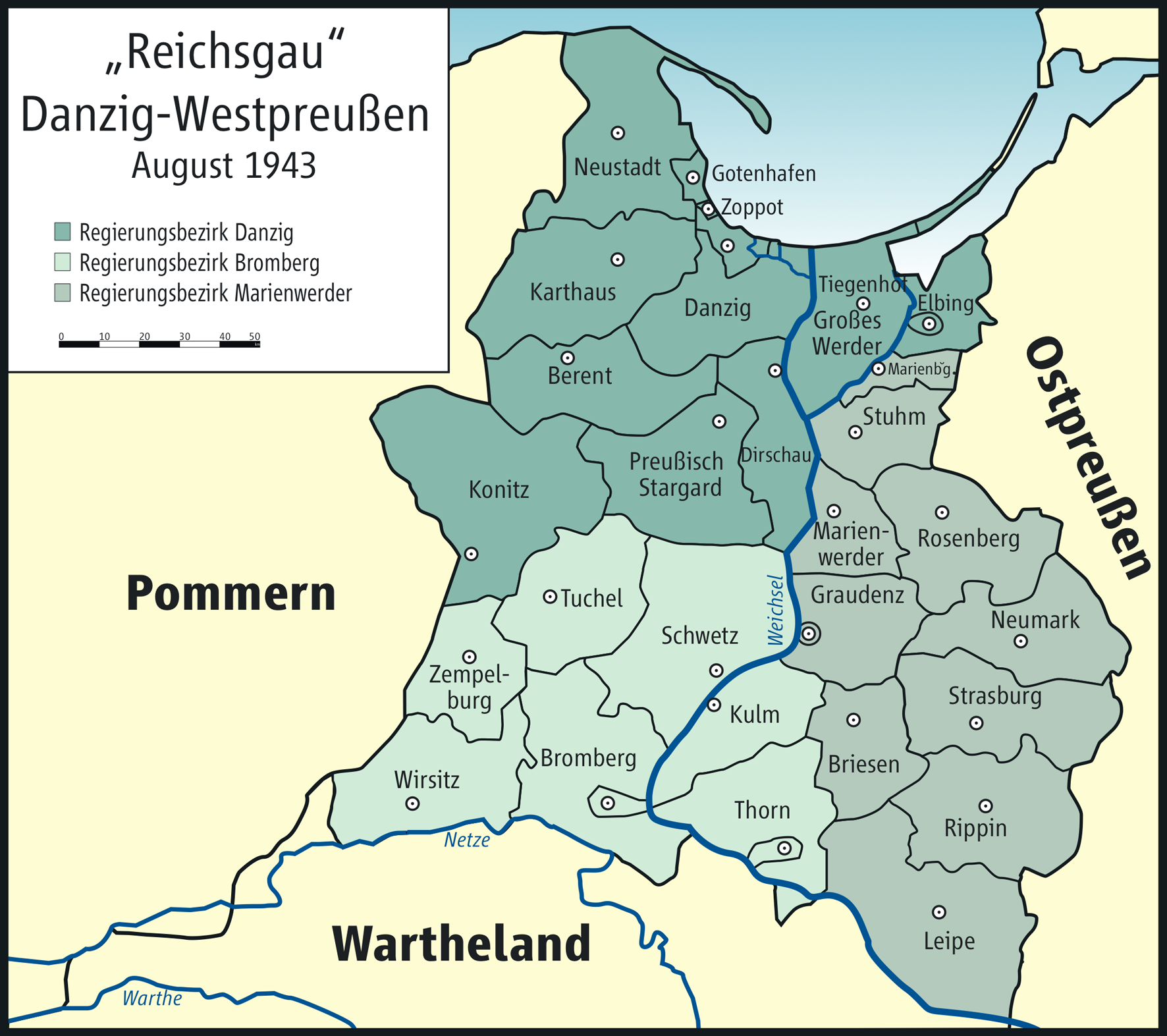
Reichsgau Danzig-Westpreußen (August 1943)

Nach dem Überfall auf Polen 1939 wurde das Kreisgebiet am 26. Oktober vom Deutschen Reich völkerrechtswidrig annektiert und kam als Landkreis Bromberg zum Regierungsbezirks Bromberg im Reichsgau Danzig-Westpreußen. Sitz des Landratsamtes und der Bezirksregierung wurde die Stadt Bromberg.
Zu Beginn des Zweiten Weltkrieges kam es im Gebiet zu Zusammenstößen zwischen der deutschen Minderheit und polnischen Streitkräften, im Verlauf des sogenannten Bromberger Blutsonntags kamen mehrere hundert Menschen ums Leben. Nach Einmarsch der Wehrmacht bildeten Angehörige der deutschen Minderheit daraufhin unter Leitung von SS und Gestapo paramilitärische Einheiten, den sogenannten Volksdeutschen Selbstschutz, und begingen Massenmorde an der polnischen Bevölkerung, bei Fordon wurden von ihnen nach polnischen Angaben rund 5.000 Polen umgebracht. Nach polnischen Angaben verloren bis Kriegsende insgesamt 37.000 polnische Einwohner der Stadt Bromberg ihr Leben.
1941 hatte der Landkreis Bromberg 54.949 Einwohner, die Stadt Bromberg selbst hatte 144.252 Einwohner. Am 1. Januar 1945 umfasste der Landkreis drei Städte und 114 Gemeinden. Gegen Ende des Zweiten Weltkriegs flohen zahlreiche deutsche Einwohner in Richtung Westen. Im Januar 1945 wurde das Kreisgebiet von der Roten Armee besetzt und kam wieder zu Polen.
Landräte
- 1939–1943   Nethe
- 1943–0000   Edgar Saebisch (kommissarisch)
- 1943–1944   Otto Gonnermann (1908–2009) (kommissarisch)
- 1944–1945   Edgar Saebisch

## Geschichtlicher Überblick
| Zeitraum  | Grund der Änderung Historisches Ereignis | Verwaltung des Kreises Bromberg | Verwaltung des Kreises Bromberg       | Verwaltung des Kreises Bromberg | Verwaltung des Kreises Bromberg                      |
| Zeitraum  | Grund der Änderung Historisches Ereignis | Kreis                           | Regierungsbezirk Woiwodschaft         | Provinz                         | Land                                                 |
| --------- | ---------------------------------------- | ------------------------------- | ------------------------------------- | ------------------------------- | ---------------------------------------------------- |
| –1772     |                                          |                                 | Woiwodschaft Inowrocław               | Provinz Großpolen               | Polen-Litauen Herzogtum Großpolen                    |
| 1772–1807 | Erste Teilung Polens                     | Kreis Bromberg                  |                                       | Provinz Westpreußen             | Königreich Preußen                                   |
| 1807–1815 | Frieden von Tilsit                       |                                 |                                       | Departement Bydgoszcz           | Herzogtum Warschau                                   |
| 1816–1818 | Wiener Kongress                          | Landkreis Bromberg              | Regierungsbezirk Bromberg (1816–1919) | Provinz Posen                   | Königreich Preußen                                   |
| 1818–1871 | Preußische Reformen                      | Kreis Bromberg                  | Regierungsbezirk Bromberg (1816–1919) | Provinz Posen                   | Königreich Preußen                                   |
| 1871–1875 | Deutsche Reichsgründung                  | Kreis Bromberg                  | Regierungsbezirk Bromberg (1816–1919) | Provinz Posen                   | Deutsches Kaiserreich Bundesstaat Königreich Preußen |
| 1875–1919 | Verwaltungsreform                        | Landkreis Bromberg              | Regierungsbezirk Bromberg (1816–1919) | Provinz Posen                   | Deutsches Kaiserreich                                |
| 1919–1938 | Friedensvertrag von Versailles           | Powiat Bydgoski                 | Woiwodschaft Großpolen                |                                 | Polen                                                |
| 1938–1939 | Verwaltungsreform                        | Powiat Bydgoski                 | Woiwodschaft Großpommerellen          |                                 | Polen                                                |
| 1939–1945 | Deutsche Besetzung Polens 1939–1945      | Landkreis Bromberg              | Regierungsbezirk Bromberg (1939–1945) | Reichsgau Danzig-Westpreußen    | Deutsches Reich 1933 bis 1945                        |
| 1945–1950 | Einmarsch der Roten Armee                | Powiat Bydgoski                 | Woiwodschaft Pommerellen              |                                 | Polen                                                |
| 1950–1975 | Verwaltungsreform                        | Powiat Bydgoski                 | Woiwodschaft Bydgoszcz (1950–1975)    |                                 | Polen                                                |
| 1975–1998 | Verwaltungsreform                        | Powiat Bydgoski                 | Woiwodschaft Bydgoszcz (1975–1998)    |                                 | Polen                                                |
| 1999–     | Verwaltungsreform                        | Powiat Bydgoski                 | Woiwodschaft Kujawien-Pommern         |                                 | Polen                                                |